# Ctenomeristis
Ctenomeristis é um gênero de mariposa pertencente à família Crambidae.